# Zerocalcare
Michele Rech (pronunciación en italiano: /miˈkɛːle ˈrɛk/; nacido el 12 de diciembre de 1983) es un historietista italiano. Es más conocido por su nombre artístico Zerocalcare (pronunciación en italiano: /ˌdzɛrokalˈkaːre/, literalmente «Cero cal»), que adoptó cuando, al tener que escoger un nombre de usuario para participar en una discusión en Internet, se inspiró en el estribillo del anuncio de un producto antical que entonces se anunciaba en la televisión. Se adhiere al estilo de vida straight edge, una filosofía de vida nacida en el ambiente hardcore punk que se caracteriza por la abstinencia del consumo de tabaco, alcohol y drogas. A finales de 2019 había alcanzado unas ventas de un millón de ejemplares de sus libros.

## Biografía
Nació en Cortona –su padre trabajaba entonces en Cortona–, se crio primero en Francia, país de origen de su madre, y después en Roma (zona Rebibbia-Ponte Mammolo), donde asistió al Liceo Chateaubriand.
Participó en la edición de Crack Fumetti Dirompenti («Crack Historietas Disruptivas») en el CSOA Forte Prenestino y en numerosas manifestaciones organizadas en centros sociales italianos, para los cuales realizó un gran número de carteles para conciertos y manifestaciones, así como portadas de discos y fanzines de punk rock, hardcore y Oi!. Ha colaborado con Radio Onda Rossa, para la cual participa hasta el día de hoy en campañas de suscripción. A partir de 2003 trabajó de ilustrador para el periódico Liberazione, colaboró con el semanario Carta y después con el mensual la Repubblica XL, la revista Canemucco y otras revistas. En este periodo también escrbiò el webcomic Safe Inside por la división en línea de DC Comics, Zuda Comics. En 2004 plasmó en una historieta los hechos de la contracumbre del G8 en Génova, ocurrida tres años antes, en julio de 2001.

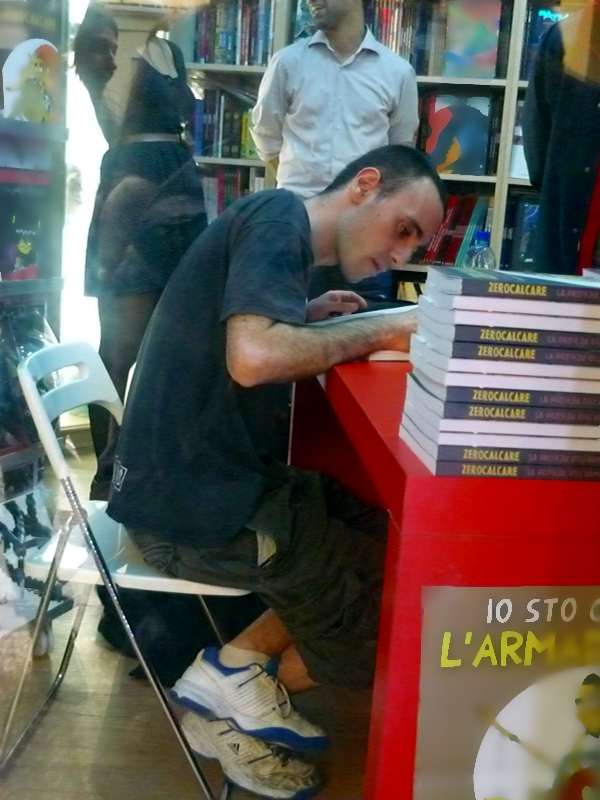
Zerocalcare mientras dibuja.

En 2006 publicó dos historias en el volumen GeVsG8. En 2007 realizó en colaboración con Push/R la historieta La politica non c'entra niente, inspirada en el homicidio de Renato Biagetti. En 2011, con ocasión del décimo aniversario de la contracumbre de Génova, publicó una historia autobiográfica titulada A.F.A.B. En octubre de 2011, publicó su primer libro de historietas, La Profecìa del Armadillo, producido por el dibujante Makkox, que rápidamente obtuvo un gran éxito y fue reimpreso cinco veces. Sucesivamente, la editorial milanesa BAO Publishing realizó una edición a todo color. El título del libro se debe al personaje del Armadillo, casi siempre presente en las historias de Zerocalcare, y que representa una proyección de la personalidad del propio autor.
En noviembre de 2011 puso en marcha un blog de historietas, zerocalcare.it, en el cual publicaría relatos breves con un trasfondo autobiográfico. El blog es visitado cada día por miles de lectores. En marzo de 2012, el blog de Zerocalcare fue nominado a la categoría «Mejor webcómic» del Premio Attilio Micheluzzi del Napoli Comicon 2012. En septiembre de 2012, el blog ganó el premio Macchianera Award 2012 como «Mejor dibujante-viñetista». En octubre de 2012, publicó su segundo álbum de historietas, de título Un polpo alla gola. Las dos primeras tiradas, 12 000 ejemplares, se agotaron por adelantado, y en total las obras de Zerocalcare superaron las 40 000 copias vendidas. En 2017 recibió el Premio Periodístico Archivo Desarme - Palomas de Oro por la Paz en la 33.ª edición de estos galardones. En el mismo mes ganó en Lucca Comics & Games el Gran Guinigi por la mejor historia breve.
En abril de 2013, BAO Publishing publicó Ogni maledetto lunedì su due, libro recopilatorio de las tiras del blog de Zerocalcare (además de la historia A.F.A.B.) con una serie de tiras inéditas que actúan de pegamento entre las distintas tiras. Con motivo de la primera presentación del libro, que tuvo lugar el 9 de mayo en el CSOA eXsnia de Roma, el autor explicó que el pesimismo y la amargura del relato inédito servían para expresar el enfado y el malestar de su generación. Para agosto de 2013, la primera tirada de Ogni maledetto lunedì su due, de 20 000 ejemplares, estaba casi agotada, y se ordenó su primera reimpresión, así como la quinta de Un polpo alla gola y la sexta de La profezia dell'armadillo.
El 31 de mayo de 2013, BAO Publishing anunció un nuevo volumen del autor de temática zombi titulado Dodici. A mediados de julio, se dio a conocer su colaboración en el libro Kansas City, Anno II, escrito por Diego Bianchi y Simone Conte, que relata el campeonato de la Roma en romanesco, y para el cual Zerocalcare realizó las ilustraciones. También en 2013 Zerocalcare escribe junto con Valerio Mastandrea el guion de una película de acción real basada en La profezia dell'armadillo.
El 14 de julio de 2014, BAO Publishing hizo pública la portada de la novela gráfica de Zerocalcare Olvida mi nombre, que saldría al mercado el 16 de octubre. El 13 de septiembre del mismo año, ganó el premio «Sátira política de Forte del Marmi» en la categoría «Dibujo satírico». Entre la tarde del 2 y el 3 de diciembre de 2014, Zerocalcare realizó un mural de 40 m2 cerca de la salida de la estación de Rebibbia, en el distrito romano del mismo nombre en el que reside. El 8 de diciembre de 2014, Zerocalcare ganó el premio «Libro del año» del programa  Fahrenheit de Rai Radio 3. El 16 de enero de 2015, se publicó un reportaje escrito e ilustrado por Zerocalcare en la revista Internazionale. El estudio, titulado Kobane Calling, explora el conflicto entre los kurdos y la organización terrorista Estado Islámico a lo largo de la frontera turco-siria. Este número, incluido el encarte, se volvió a imprimir la semana siguiente, al haberse agotado en todos los quioscos de Italia. El 10 de mayo de 2015, se publicaron en La Repubblica seis páginas de viñetas de Zerocalcare con el título La Città del Decoro.
En 2015 quedó segundo clasificado para el Premio Strega Giovani («Jóvenes») con Olvida mi nombre. En el mismo año publicó L'elenco telefonico degli accolli, que recopila viñetas del blog e inéditas, y en octubre publicó en Internazionale un reportaje sobre el encuentro con Nasrin Abdalla, líder de las Unidades Femeninas de Protección (YPJ por sus siglas en kurdo), organización militar femenina kurda de resistencia contra Estado Islámico. En abril de 2016 las historias publicadas en Internazionale fueron recopiladas en el volumen Kobane Calling, que también incluye relatos inéditos de los viajes del autor entre Turquía, Irak y Siria. En 2017, Kobane Calling ganó el Premio Attilio Micheluzzi como «mejor historieta» en el Napoli Comicon.
En noviembre de 2017 presentó en Repubblica TV su nuevo proyecto Macerie prime. El 14 de enero de 2018, publicó en L'Espresso Questa non è una partita a bocce, historieta satírica sobre el fenómeno de los movimientos neofascistas en Italia. El 7 de mayo de 2018 publicó Macerie prime sei mesi dopo, que retoma los hechos narrados en Macerie prime.
Entre el 10 de noviembre de 2018 y finales de marzo de 2019, el Museo Nacional de las Artes del Siglo XXI (MAXXI) acogió Zerocalcare. Scavare fossati · Nutrire coccodrilli, la primera muestra personal dedicada a Zerocalcare. Esta muestra fue acompañada de un catálogo publicado por BAO Publishing para ediciones de librería y tiendas de cómics y por GEDI Gruppo Editoriale para la versión de quiosco adjunta a La Repubblica o L'Espresso. El 8 de noviembre salió la canción In questa città di Max Pezzali, con una carátula ilustrada por Zerocalcare, quien nunca ha ocultado en el pasado ser fan del excantante de 883.
También ha ilustrado la carátula del sencillo Sembro matto de Max Pezzali, lanzado el 6 de marzo de 2020. Ha escrito la introducción de TRANSito, historieta de Ian Bermúdez Raventós sobre las personas transgénero con ilustraciones de David Cantero, salida en marzo de 2020.
En 2020, Zerocalcare disfrutó de una gran visibilidad, particularmente gracias a los cortos animados Rebibbia Quarantine emitidos en LA7 en el programa Propaganda Live durante el confinamiento debido a la pandemia de COVID-19 en Italia. En el otoño de 2020, publicó dos libros con menos de un mes de diferencia. El 15 de octubre, publicó la novela gráfica Scheletri, que narra una historia parcialmente autobiográfica con una atmósfera cargada de misterio, típica de una novela negra. El 12 de noviembre, publicó A babbo morto, un libro en parte ilustrado y en parte de cómic, en el que los enfrentamientos y el desorden social están representados a través de una metáfora navideña de macabras implicaciones que involucran a Papá Noel, los elfos y Befana.
En 2022, publicó en italiano su nueva novela gráfica No Sleep till Shengal, qué se centra en la persecución de los yazidíes en Irak.

## Obras

### Volúmenes
- La profezia dell'armadillo (en italiano). Edizioni Graficart. 2011. ISBN 9788889021446.
  - La profezia dell'armadillo – Colore 8 bit (en italiano). BAO Publishing. 2012. ISBN 9788865431030.
  - La profecía del armadillo. Reservoir Books. 2016. ISBN 841619596X.
  - La profezia dell'armadillo – Colore 8 bit (en italiano). BAO Publishing. 2017. ISBN 9788865438534.
- Un polpo alla gola (en italiano). BAO Publishing. 2012. ISBN 9788865431139.
  - Un polpo alla gola. Nuova edizione deluxe (en italiano). BAO Publishing. 2019. ISBN 9788832732962.
- Ogni maledetto lunedì su due (en italiano). BAO Publishing. 2013. ISBN 9788865431559.
- Dodici (en italiano). BAO Publishing. 2013. ISBN 9788865431801.
- Dimentica il mio nome (en italiano). BAO Publishing. 2014. ISBN 9788865432549.
- Olvida mi nombre. Reservoir Books. 2019. ISBN 8417511350.
- L'elenco telefonico degli accolli (en italiano). BAO Publishing. 2015. ISBN 9788865435014.[34]
- Kobane Calling (en italiano). BAO Publishing. 2016. ISBN 9788865436189.
  - Kobane Calling. Reservoir Books. 2017. ISBN 8416709572.
  - Kobane calling. Oggi (en italiano). BAO Publishing. 2020. ISBN 9788832734591.
- Kobane Calling (actualizada edición). Reservoir Books. 2021. ISBN 8418052570.
- Macerie prime (en italiano). BAO Publishing. 2017. ISBN 9788865439760.
- Macerie prime – Sei mesi dopo (en italiano). BAO Publishing. 2017. ISBN 9788832730760.
- Scavare fossati. Nutrire coccodrilli (en italiano). BAO Publishing. 2018. ISBN 9788832732108.
- La scuola di pizze in faccia del professor Calcare (en italiano). BAO Publishing. 2019. ISBN 9788832733259.
- Esqueletos. Reservoir Books. 2022. ISBN 9788418052699.
- A babbo morto. Una storia di Natale (en italiano). BAO Publishing. 2020. ISBN 9788832735512.
- No Sleep Till Shengal. Reservoir Books. 2023. ISBN 9788419437303.
- Dopo il botto (en italiano). BAO Publishing. 2023. ISBN 9788832738360.
- Zerocalcare Animation Art Book (en italiano). BAO Publishing. 2023. ISBN 9788832739060.

### Historias breves
- Bevilacqua, Giacomo (2015). «Se Zerocalcare avesse scelto un panda anziché un armadillo?». A Panda piace fare i fumetti degli altri. Panini Comics. ISBN 978-88-9120-954-2.
  - Bevilacqua, Giacomo (2023). «Se Zerocalcare avesse scelto un panda anziché un armadillo?». Sono una testa di Panda. BAO Publishing. ISBN 978-88-3273-933-6.
- «Kobane Calling». Internazionale (1085): 33-74. 16 de enero de 2015. ISSN 1122-2832.
- «La città del decoro (Città dei Puffi)». La Repubblica, 10 de mayo de 2015, 7 làminas.
- «Ferro e piume». Internazionale (1122): 47-74. 2 de octubre de 2015. ISSN 1122-2832.
- «Groviglio». La Repubblica: 69. 24 de diciembre de 2016.
- «Così passi dalla parte del torto». AA.VV. La rabbia. Einaudi Stile Libero Extra. 2016.
- «Educazione subatomica». Comics & Science 2 de género de 2018. ISBN 8880803174
- «Questa non è una partita a bocce». l'Espresso. 14 de enero de 2018.
- «C'è un quartiere che resiste». Internazionale (1300). 29 de marzo de 2019. ISSN 1122-2832.
- «Macelli». Internazionale (1316): 38-69. 19 de julio de 2019.
- «Romanzo sanitario». l'Espresso. 28 de marzo de 2021.
- «La dittatura immaginaria». Internazionale, n.1409, 14 de mayo de 2021, pp.49-75
- «Etichette». Internazionale (1418). 29 de julio de 2021.
- «Strati». L'Essenziale (16). 19 de febbrero de 2022.
- «La voragine». L'Essenziale (1489). 5 de diciembre de 2022.
- «Corto circuito». www.internazionale.net. 3 de noviembre de 2023.
  - «Corto circuito». Internazionale (1537). 10 de noviembre de 2023.
- «In fondo al pozzo». Internazionale (1545). 12 de enero de 2024.

### Variant
- Bendis, Brian Michael. McNiven, Steve (2014). Dell, John (2014) Guardianes de la Galaxia (0). Colorado por Justin Ponsor. Panini Comics.[45]
- Cates, Donny (2020). Absolute Carnage. Dibujado por Ryan Stegman. Panini Comics.[46]
- Bevilacqua, Giacomo (2022). Metamorphosis. BAO Publishing. ISBN 978-88-3273-754-7.
- Kurumada, Masami (2022). Los Caballeros del Zodiaco 1. Star Comics. ISBN 978-88-2263-794-9.[47]

## Teatro
El 2 de noviembre de 2018 debutó en el Teatro del Giglio de Lucca, durante el Lucca Comics & Games, Kobane Calling On Stage, adaptación teatral de la obra Kobane Calling. La dirección estuvo a cargo de Nicola Zavagli, mientras que el personaje de Zerocalcare era interpretado por el actor Lorenzo Parrotto. El espectáculo estuvo en gira en la temporada 2019/2020.

## Televisión y películas
| Año  | Tìtulo                                | Director(es)                                       | Crédito                                | Notas                                |
| ---- | ------------------------------------- | -------------------------------------------------- | -------------------------------------- | ------------------------------------ |
| 2014 | Fumettology: Zerocalcare              | Desconocido                                        | Él mismo                               | Episodio televisivo en un documental |
| 2015 | ARF!: Il film                         | Giovanni Bufalini                                  | Él mismo                               | Documental                           |
| 2018 | La profezia dell'armadillo            | Emanuele Scaringi                                  | Guion                                  | Basado en La profecía del armadillo  |
| 2019 | Basement Café: Kaos & Zerocalcare     | Paolo Vari                                         | Él mismo                               | Programa de entrevistas              |
| 2020 | Liberi e pensanti. Uno maggio Taranto | Fabrizio Fichera, Giorgio Testi y Francesco Zippel | Él mismo                               | Documental                           |
| 2020 | Rebibbia Quarantine                   | Zerocalcare                                        | Director, escritor, animador, él mismo | Serie de cortos de animación         |
| 2021 | Cortar por la línea de puntos         | Zerocalcare                                        | Director, escritor, él mismo           | Serie de animación por Netflix       |
| 2023 | Este mundo no me hará mala persona    | Zerocalcare                                        | Director, escritor, él mismo           | Serie de animación por Netflix       |